# Alain Hutchinson
 (septembre 2017).
Si vous disposez d'ouvrages ou d'articles de référence ou si vous connaissez des sites web de qualité traitant du thème abordé ici, merci de compléter l'article en donnant les références utiles à sa vérifiabilité et en les liant à la section « Notes et références ».
Pour les articles homonymes, voir Hutchinson.
Alain Hutchinson, né le 10 décembre 1949 à Schaerbeekest un homme politique belge francophone, membre du Parti socialiste (PS).

## Biographie
Il est assistant social (1970).
Il est : 
- secrétaire permanent au Syndicat des employés, techniciens et cadres de Bruxelles-Hal-Vilvorde (1972-1987),
- directeur de cabinet du Ministre des Affaires sociales et de la Santé de la Communauté française de Belgique (1988-1989),
- directeur de cabinet du Ministre-Président de la Région de Bruxelles-Capitale (1989-1999),
- Secrétaire d'État chargé du Logement et de l'Énergie du gouvernement bruxellois (1999-2004),
- Ministre du Budget et des Affaires sociales du Collège de la Commission communautaire française (1999-2004),
- Membre du Parlement européen (2004-2009), député bruxellois et membre du parlement de la Fédération Wallonie-Bruxelles (2009-2014).

Ancien échevin de l'Enseignement et de la Culture (1988-1999), ancien échevin de l'Enseignement, de la Promotion sociale et de l'égalité des chances (2012-2018) de la commune de Saint Gilles et ancien membre du Comité européen des régions.
Il est, en janvier 2015, commissaire du gouvernement bruxellois chargé des relations avec les Institutions européennes et les organisations internationales (CEOI).

## Distinctions
- Commandeur de l'ordre de Léopold (2014)[3].
- Chevalier de l'ordre de la Couronne.
- Commandeur de l'ordre de Léopold II.

## Fonctions politiques
- 1988-1999 : échevin de l'enseignement et de la culture de la commune de Saint-Gilles
- 1999-2004 : secrétaire d'État au Logement et à l'Énergie de la Région de Bruxelles-Capitale.
- 1999-2004 : ministre du Budget, de l'Action sociale de la Commission communautaire Française.
- 2004-2009 : député au Parlement européen
- 2009-2014 : député bruxellois,
- 2010-2014 : membre du Parlement de la Communauté française de Belgique
- 2010- 2019 : membre du Comité des régions de l'Union européenne.
- 2012- 2018: échevin de l'Enseignement, de l'enseignement de Promotion sociale et de l'Égalité des chances de la commune de Saint-Gilles